# رغل باريشي
رغل باريشي (الاسم العلمي:Atriplex parishii) هو نوع نباتي يتبع جنس الرغل من فصيلة القطيفية.